# Ten Sleep
Ten Sleep es un pueblo ubicado en el condado de Washakie en el estado estadounidense de Wyoming.. En el año 2010 tenía una población de 260 habitantes y una densidad poblacional de 650 personas por km² .

## Geografía
Ten Sleep se encuentra ubicado en las coordenadas 44°2′4.96″N 107°26′53.92″O / 44.0347111, -107.4483111. Según la Oficina del Censo, la localidad tiene un área total de 0,4 km² (0,2 mi²), de la cual 0,4 km² (0,2 mi²) es tierra y 0 km² (0 mi²) (0.0%) es agua.

### Localidades adyacentes
El siguiente diagrama muestra a las localidades en un radio de 68 kilómetros (42,3 mi) de Ten Sleep.

## Demografía
En el 2000 la renta per cápita promedia del hogar era de $24.250, y el ingreso promedio para una familia era de $30.357. El ingreso per cápita para la localidad era de $15.761. En 2000 los hombres tenían un ingreso per cápita de $28.125 contra $16.250 para las mujeres. Alrededor del 7.0% de la población estaba bajo el umbral de pobreza nacional.